# Christian Schreier
Christian Schreier, född den 4 februari 1959 i Cuxhaven, Tyskland, är en västtysk fotbollsspelare som tog OS-brons i fotbollsturneringen vid de olympiska sommarspelen 1988 i Seoul.